# 합덕도서관
합덕도서관은 충청남도 당진시 소재의 시립 도서관이다.

## 연혁
- 1995년 4월 당진시립합덕도서관 개관
- 2002년 도서관리 프로그램 및 디지털자료실 구축

## 시설 현황
- 2층: 열람실, 휴게실
- 1층 : 종합자료실, 디지털자료실, 서버실, 사무실
- 지하 1층: 평생교육실, 다용도실, 기계실